# Pseudomecurus frontalis
Pseudomecurus frontalis är en insektsart som först beskrevs av Melichar 1904.  Pseudomecurus frontalis ingår i släktet Pseudomecurus och familjen kilstritar.
Artens utbredningsområde är Algeriet. Inga underarter finns listade i Catalogue of Life.